# Héctor Alterio
Héctor Alterio (ur. 21 września 1929 w Buenos Aires) – argentyński aktor filmowy i telewizyjny.

## Wybrana filmografia
Seriale TV
- 1978: El juglar y la reina
- 1995: La regenta jako Victor Quintanar
- 2000: El grupo jako Jorge Allende
- 2011: Statek jako Ventura

Filmy
- 1959: El hombre que vio al Mesias
- 1971: El habilitado
- 1977: Nieznanemu Bogu jako José
- 1978: Narodowa strzelba
- 1995: Król rzeki jako Juan
- 2001: Syn panny młodej jako Nino Belvedere
- 2008: Kawałek czekolady jako Lucas
- 2011: Intruzi jako stary ksiądz

## Nagrody
Za rolę w filmie Nieznanemu Bogu (1977) został uhonorowany nagrodą aktorską na MFF w San Sebastián.